# Anthony Francis Sharma
Anthony Francis Sharma S.J. (Kathmandu, 12 december 1937) is de eerste Nepalese bisschop van de Rooms-Katholieke Kerk.
Op 4 mei 1968 werd hij tot priester van de Jezuïeten gewijd. Toen in 1983 Nepal een missio sui iuris werd was het Sharma die tot superior hiervan werd verheven. In 1996 volgde het statuut van apostolische prefectuur met Sharma als prefect. Op 10 februari 2007 verhief paus Benedictus XVI de prefectuur tot apostolisch vicariaat en benoemde hij Anthony Sharma tot apostolisch vicaris. Op 5 mei werd hij tot bisschop gewijd. Hij werd titulair bisschop van Gigthi. Sharma was hiermee de eerste Nepalese bisschop binnen de Rooms-Katholieke Kerk.